# 加茂町 (広島県)
加茂町（かもちょう）は、かつて広島県深安郡にあった町。
1975年2月1日、隣接する芦品郡駅家町とともに福山市に編入された。

## 沿革
- 1889年（明治22年）4月1日 - 市町村制施行。加茂町域には当時いずれも安那（やすな）郡に属する加法・加茂・広瀬・山野の各村が存在した。
- 1898年（明治31年）10月1日 - 深津・安那両郡が統合して深安郡が成立したことに伴い、加法・加茂・広瀬・山野の各村は深安郡に属する村になる。
- 1955年（昭和30年）3月31日 - 深安郡加茂村・広瀬村・山野村が対等合併して加茂町が成立する。
- 1956年（昭和31年）9月30日 - 深安郡加法村のうち下加茂全域と法成寺字鳥越を編入する。なお、加法村のうち法成寺の大部分は芦品郡駅家町に編入。
- 1975年（昭和50年）2月1日 - 芦品郡駅家町とともに福山市に編入される。

## 自然

### 河川
- 加茂川 - 芦田川水系
- 四川川 - 芦田川水系
- 小田川 - 高梁川水系
- 矢川川 - 高梁川水系

### 山
- 笠木山（標高512.5m）
- 馬乗山（標高500.3m）
- 天神山（標高190m）

## 名所・旧跡
- 山野峡

## 産業
- 東洋額装

## 大字
- 芦原（あしはら）
- 粟根（あわね）
- 上加茂（かみがも）
- 北山（きたやま）
- 下加茂（しもがも）
- 中野（なかの）
- 八軒屋（はちけんや）
- 百谷（ももだに）
- 矢川（やかわ）
- 山野（やまの）

## 交通（1975年1月31日当時のデータ）

### 鉄道
- 町内は通っていない。利用する場合は国鉄福塩線道上駅又は万能倉駅。

### 道路
国道
- 国道182号
- 国道314号（町内全区間国道182号と重用）

主要地方道
- 広島県道21号加茂油木線

一般県道
- 広島県道・岡山県道103号七曲井原線
- 広島県道・岡山県道104号坂瀬川芳井線
- 広島県道181号下御領新市線
- 広島県道392号中野駅家線
- 広島県道393号粟根神辺線
- 広島県道394号中野御幸線 - 2000年7月27日広島県告示第734号により廃止。現：広島県道215号道上停車場中野線。
- 広島県道418号井関加茂線

## 教育（1975年1月31日当時のデータ）

### 小学校
- 加茂町立加茂小学校
- 加茂町立広瀬小学校
- 加茂町立山野小学校
- 加茂町立山野北小学校 - 福山市に編入された後の2002年に過疎化で児童数が減少したため休校した。

### 中学校
- 加茂町立加茂中学校
- 加茂町立広瀬中学校
- 加茂町立山野中学校

### 高等学校
- 広島県立自彊高等学校

## 加茂町出身の有名人
- 井伏鱒二 - 「黒い雨」「山椒魚」などで知られる小説家。

- 窪田次郎 - 医師